# Hyet
Hyet település Franciaországban, Haute-Saône megyében. Lakosainak száma 119 fő (2022. január 1.). Hyet Mailley-et-Chazelot, Fondremand, La Malachère, Pennesières, Quenoche, Rioz és Trésilley községekkel határos.

## Népesség
A település népességének változása:
| Lakosok száma | 107  | 120  | 123  | 124  | 122  | 120  | 118  | 117  | 119  |
|               | 2013 | 2015 | 2016 | 2017 | 2018 | 2019 | 2020 | 2021 | 2022 |